# 莫翰
莫翰（英語：Simon Mohan，？—2024年6月11日），真名伊然塞尔万·V·M·莫汉，印度裔馬來西亞華語歌手、教师、相声演员和脱口秀演员。

## 生平

### 早年经历
莫翰出身马来西亚霹雳州督亚冷。从小和华人邻居一起玩耍的莫翰，能说流利的广东话、客家话、福建话等方言，还精通马来语、英语等多种语言。来自印度的父亲在60年代认识到了掌握多门语言的重要性，因此决定让莫翰报读华校（中文学校），为此还遭到过印度社团的指责。而从小就读华校的莫翰则因而练就了流畅的华语。升上中学后，莫翰凭借父亲的关系转到了怡保三德学校，作为全校唯一一个印度裔，莫翰在这里经历了从害怕、尴尬到逐渐适应的过程。

### 演艺生涯
1983年，莫翰在怡保驻唱，有唱片公司大联机构找他约谈，但莫翰希望能加入丽风机构。邱清云还曾教导莫翰唱客家歌曲。
2012年，莫翰的妻子身体出现状况，为了全力照顾妻子莫翰不再续约，开始做贸易小买卖。2017年太太癌逝后，莫翰再次回归尝试参与演戏，也经常受邀，惟一直兴趣不大，很多表演工作都被他婉拒了。2017年6月25日，举行双亲节慈善演唱会《让生命发光》，并邀请谢彩妘和罗翎允助阵。

### 逝世
2024年4月初，莫翰中风住院，此后搬到吉隆坡与孩子同居。
2024年6月10日晚间，莫翰因呼吸不畅送院，因肺部细菌感染，于次日（6月11日）上午11点左右在马来亚大学医学中心病逝，享寿64岁。根据莫翰儿子透露，莫翰在中风后康复良好，日常生活并无问题，由于事发突然，甚至来不及交待遗言。
莫翰的遗体被送回家乡怡保昆仑喇叭住家，葬礼采用佛教仪式，并于6月15日出殡。

## 家庭
莫翰妻子为华人，两人育有儿子家俊和家健。